# Elvia Ardalani
Elvia Ardalani (Heroica Matamoros, Tamaulipas; 4 de junio de 1963) es una escritora, poetisa y narradora mexicana. 

## Obra literaria
Su primer libro publicado se tituló Por recuerdos viejos, por esos recuerdos (1989). El libro fue nominado para el Premio Nacional de Literatura José Fuentes Mares de literatura, siendo su autora la primera mujer nominada para este galardón. 
En 1996 apareció su segundo libro, De cruz y media luna publicado por la editorial Tierra de Libros. El poemario aborda la temática amorosa dentro de un contexto transcultural: el mundo cristiano y el mundo musulmán; el mundo hispano y el mundo persa. Los poemas de esta colección tocan el tema de la maternidad en su contexto de sensualidad y plenitud, tendiendo la voz lírica un mapa cartográfico del mestizaje al hijo. Este poemario se editó por segunda vez en una edición bilingüe con el título De cruz y media luna/From Cross and Crescent Moon (Claves Latinoamericanas, 2006).. Esta segunda edición contiene cambios en relación con la primera.
El tercer libro de la autora, Y comerás del pan sentado junto al fuego (Claves Latinoamericanas, 2002). es uno de los más significativos dentro de su producción literaria. Los poemas de esta colección desarrollan de nuevo la temática amorosa, pero esta vez desde un contexto semibíblico. Existen varios estudios críticos sobre la obra de esta escritora, la mayor parte giran en torno al proceso de transculturización, así como al análisis del lenguaje referencial en su poesía. Actualmente es catedrática titular de Escritura Creativa en la Universidad de Texas-Pan American.
Su cuarto libro,  Miércoles de ceniza (Editorial Miguel Ángel Porrúa, 2007) es un largo poema de 622 versos, un hondo quejido que da paso al dolor. Se puede afirmar que se inspira en la Biblia dada su longitud y hacía ella también nos remite el tema de la obra, que se define como: el profundo dolor que experimenta la autora ante la pérdida repentina de su padre. Sentimientos y emociones que se desbordan ante la figura del padre muerto traducidos en cuatro temas secundarios; el reproche, el remanso, la ausencia y el delineamiento de la figura espiritual del padre, expresados en diferentes estrofas, lo cual nos habla de la conmoción que experimenta el alma ante la pérdida de un ser querido. En el 2008, éste fue nominado para el Premio Iberoamericano de Poesía Carlos Pellicer.
Colabora igualmente en medios digitales, como la revista literaria El Collar de la Paloma, revista de la que es editora.
Su obra poética ha sido igualmente publicada en revistas y antologías.

## Citas y referencias
1. ↑  Biblioteca del Congreso de EE.UU.
2. ↑  «Universidad Panamericana de Texas» (pdf) (en inglés). Archivado desde el original el 14 de septiembre de 2006. Consultado el 3 de agosto de 2007.
3. ↑  «Biblioteca del Congreso de EE.UU» (en inglés). Consultado el 25 de febrero de 2008.
4. ↑  «Página de la Editorial Porrúa» (en castellano). Consultado el 25 de febrero de 2008. (enlace roto disponible en Internet Archive; véase el historial, la primera versión y la última).
5. ↑  «El Collar de la Paloma» (en castellano). Archivado desde el original el 28 de mayo de 2007. Consultado el 3 de agosto de 2007.
6. ↑  «Amazon, información de su libro» (en castellano). Consultado el 3 de agosto de 2007.

## Lectura adicional
- Ardalani, Elvia. "El agua frente al muro: reflexiones sobre mujer, literatura y frontera". Enhebrando palabras al hilo de la escritura. Ed. Celia Vázquez García. Vigo [España]: Editorial Academia del Hispanismo, 2007. Pág. 29. ISBN 978-84-96915-03-9

- ---. “Los esbozos psicológicos de Clarín en La Regenta”. A Pilgrimage of Color: 2001 National Conference Literature Monograph Series. Houston: National Association of Hispanic and Latino Studies, 2001. Págs. 185-204.